# Абугов, Ошер Осипович
Ошер Осипович (Ошер Иосифович) Абугов (14 мая 1899, Орехов — 29 августа 1938, Москва) — руководящий сотрудник ОГПУ-НКВД Украинской ССР,  начальник УНКВД Кировской области. Начальник секретно-политического отдела УГБ НКВД Украинской ССР (апрель-июль 1937 г.), старший майор госбезопасности (29.11.1935). Расстрелян в 1938 году. Признан не  подлежащим реабилитации.

## Биография
Родился в еврейской семье, отец был мелким торговцем. . В 1918 году окончил реальное училище в г.Орехове, в 1918—1919 годах учился в Харьковском ветеринарном институте.
С 1918 года служил в Красной Армии сотрудником для поручений управления Харьковского гарнизона. С июня по декабрь 1919 года, когда Харьков был занят Белой армией, находился в городе на нелегальном положении, выполнял поручения военной разведки. Затем служил в армейских частях: с декабря 1919 года — начальник-военком банно-прачечных отрядов, в 1920 году — военком частей Харьковского гарнизона, с июня по август 1921 года — политрук ПУР войск Украины и Крыма (Харьков). Состоял в РКП(б) с 1921 года.
С августа 1921 по февраль 1922 года — уполномоченный, затем начальник отделения Экономического отдела Харьковской губернской ЧК. С февраля 1922 по июль 1922 года — политрук, военком батальона 51-й стрелковой дивизии.
С 1922 года в органах ОГПУ / НКВД.: с июля 1922 года — в секретном отделе Харьковского губернского отдела ГПУ: заместитель начальника политгруппы; с 22 сентября 1922 года — заместитель начальника, с 8 ноября 1922 года — врио начальника.
С 1924 года — в секретном отделе ГПУ Украинской ССР: уполномоченный, с 1925 года — заместитель начальника, с марта 1927 года — помощник начальника СО .
С 10 марта 1930 по 15 марта 1932 года — начальник секретно-оперативного управления ПП ОГПУ по Нижегородскому краю. В 1932 году окончил 4-месячные курсы руководящего состава ОГПУ СССР в Москве. Затем продолжал служить заместителем полпреда ОГПУ Нижегородского / Горьковского края; с 31 июля 1934 — заместитель начальника Управления НКВД Горьковского края.
С образованием Кировского края 22 декабря 1934 года назначен начальником Управления НКВД Кировского края (с 16 февраля 1937 года — Кировской области). 29 ноября 1935 года присвоено звание старший майор государственной безопасности.
С 14 по 31 марта 1937 года находился в распоряжении Отдела кадров НКВД СССР. 31 марта 1937 года назначен начальником секретно-политического (4-го) отдела УГБ НКВД УкрССР. Как начальник отдела несет прямую ответственность за массовые аресты в Киеве и др. городах Украинской ССР в рамках т.н.«удара по украинскому право-троцкистскому подполью»  в апреле-июле 1937 года. Снят с должности 20 июля 1937 года.
2 сентября 1937 года уволен из органов НКВД. 15 октября 1937 года был арестован. Внесен в Сталинский расстрельный список «Москва-центр» от 20 августа 1938 года (список № 3 «Бывш. сотрудники НКВД») — «за» 1-ю категорию Сталин, Молотов). Военной коллегией Верховного суда СССР 29 августа 1938 года приговорён к высшей мере наказания и в тот же день расстрелян  вместе с группой руководящих сотрудников НКВД СССР ( Л. М. Заковский, Л. Г. Миронов, В. М. Горожанин, О. Я. Нодев, Н. Е. Шапиро-Дайховский, М. М. Подольский, А. В. Гуминский и др.). Место захоронения — спецобъект НКВД «Коммунарка».
26 ноября 2013 г. определением Военной коллегии Верховного суда РФ признан не подлежащим реабилитации.
- Сестра — Розалия Иосифовна Абугова (1897—?) — врач в Харькове.

## Награды
- знак «Почётный работник ВЧК—ГПУ (V)» № 552 (27 октября 1930)
- знак «Почётный работник ВЧК—ГПУ (XV)» (20 декабря 1932)